# Pajso

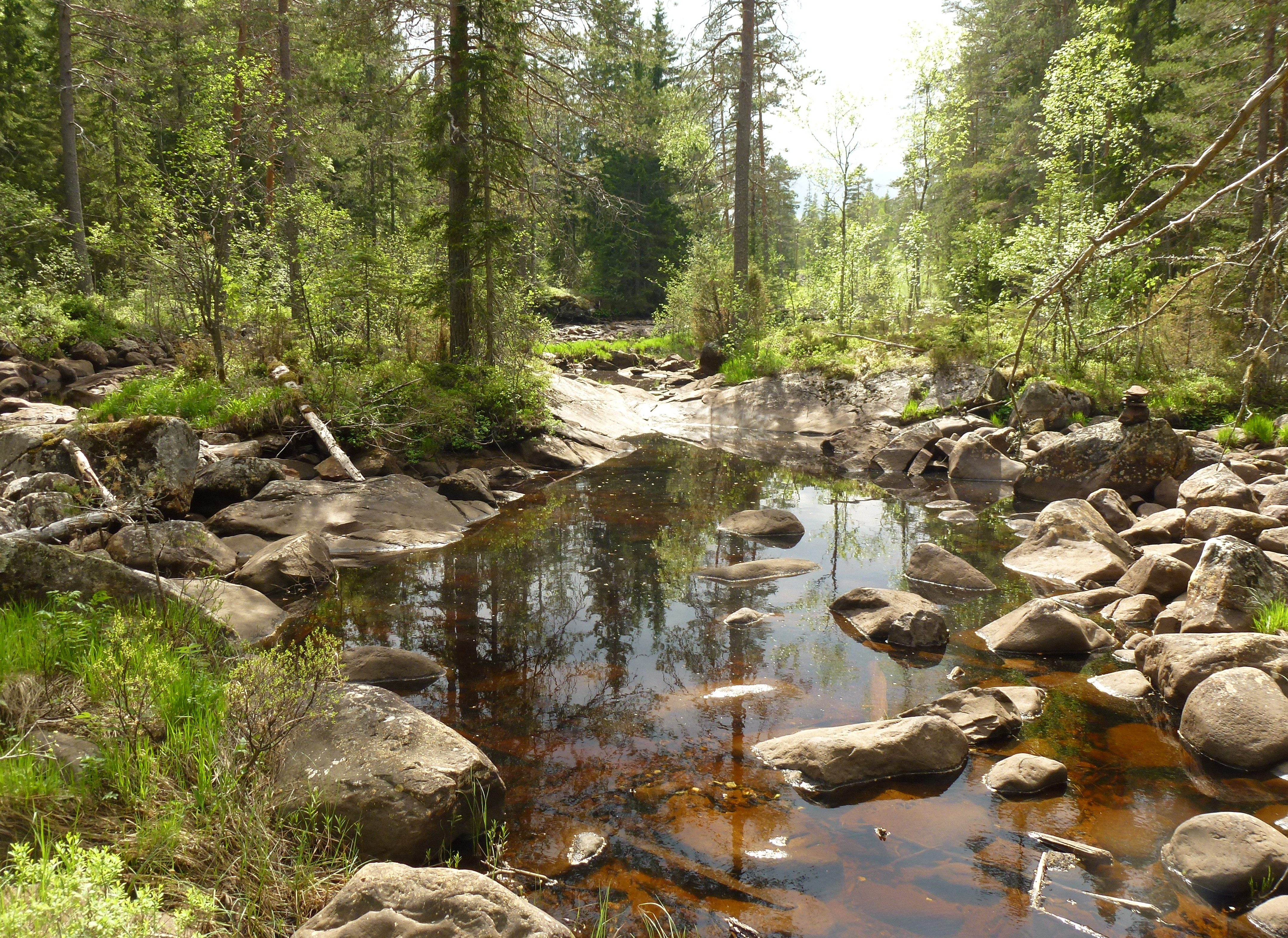
Pajsoån vid Nya Prästhyttan, 2013.

"Pajso" är en dikt av Dan Andersson ur samlingen Kolvaktarens visor (1915). Dikten handlar om Pajsoån (även kallad Parisån) som flyter genom Grangärde finnmark.
Början av dikten:
Du åldriga Pajso,

som leker så ystert

bland fallande dammar

och rännor som brista,

du sjunger väl ännu

din ödemarks sånger

när böljorna runor

i hällarna rista.